# Arcidiocesi di Sarajevo
L'arcidiocesi di Sarajevo o Vrhbosna (in latino Archidioecesis Vrhbosnensis o Seraiensis) è una sede metropolitana della Chiesa cattolica in Bosnia ed Erzegovina. Nel 2023 contava 123.280 battezzati su 1.651.000 abitanti. È retta dall'arcivescovo Tomo Vukšić.

## Territorio
L'arcidiocesi comprende la parte orientale della Bosnia.
Sede arcivescovile è la città di Sarajevo, dove si trova la cattedrale del Sacro Cuore di Gesù.
Il territorio è suddiviso in 155 parrocchie.

## Storia
In origine il territorio dell'attuale arcidiocesi apparteneva alla giurisdizione delle diocesi di Sirmio e dell'arcidiocesi di Salona (oggi arcidiocesi di Spalato-Macarsca).
Dopo l'invasione degli Avari, la diocesi di Sirmio perse di importanza e di conseguenza il territorio bosniaco iniziò a gravitare attorno alle diocesi dalmate.
La diocesi di Bosnia fu eretta nell'XI secolo ed era originariamente suffraganea dell'arcidiocesi di Antivari, ma verso il 1120 entrò nella provincia ecclesiastica di Ragusa.
Nella seconda metà del XII secolo iniziò l'influenza dei metropoliti di Kalocsa, che si fece più forte con il trasferimento della sede, attorno al 1250, da Brdo presso l'attuale Sarajevo a Đakovo in Slavonia (vedi arcidiocesi di Đakovo-Osijek).
Nel 1463 la Bosnia cadde sotto l'occupazione turca, che nel 1537 giunse a conquistare Đakovo. La Chiesa cattolica in patria resisteva soprattutto grazie all'opera dei francescani, che celebravano di nascosto ed ebbero fra le loro file molti martiri. Intanto, molti cattolici bosniaci emigrarono verso l'Istria, il Burgenland e alcuni attraversarono l'Adriatico e si stabilirono soprattutto in Molise.
Nel 1735 fu ristabilita la gerarchia cattolica con l'erezione del vicariato apostolico di Bosnia, che estendeva la sua giurisdizione sull'intera territorio dell'attuale Bosnia e dell'Erzegovina ad eccezione delle regioni più meridionali, che già erano comprese nella diocesi di Trebigne. Nel 1846 il vicariato di Bosnia cedette una porzione del suo territorio a vantaggio dell'erezione del vicariato apostolico dell'Erzegovina.
Dopo che la Bosnia fu affidata all'amministrazione asburgica dell'Impero austro-ungarico nel 1878, il vicariato apostolico fu elevato ad arcidiocesi metropolitana da papa Leone XIII con la bolla Ex hac augusta del 5 luglio 1881. Con questa bolla venivano erette anche le diocesi suffraganee di Banja Luka e di Mostar-Duvno. Quest'ultima aveva origine dall'elevazione del vicariato apostolico dell'Erzegovina e l'8 luglio 1890 le fu data in amministrazione perpetua la diocesi di Trebigne e Marcana.
A seguito delle guerre degli anni novanta il numero di cattolici dell'arcidiocesi di Sarajevo si è fortemente ridimensionato, passando da circa 528.000 a circa 200.000.

## Cronotassi dei vescovi
Si omettono i periodi di sede vacante non superiori ai 2 anni o non storicamente accertati.
- Matija Delivić, O.F.M. † (12 dicembre 1735 - prima del 14 novembre 1740 deceduto)
- Pavao Dragičević, O.F.M. † (15 dicembre 1740 - 30 giugno 1766 dimesso)
- Marijan Bogdanović, O.F.M. † (17 agosto 1767 - prima del 20 novembre 1772 deceduto)
- Marko Dobretić, O.F.M. † (12 dicembre 1772 - prima del 4 aprile 1784 deceduto)
- Augustin Botoš-Okić, O.F.M. † (7 maggio 1784 - 1798)
- Grgo Ilijić, O.F.M. † (1º giugno 1799 - 1º marzo 1813 deceduto)
- Augustin Miletić, O.F.M. † (1º marzo 1813 - 18 luglio 1831 deceduto)
- Rafael Barišić, O.F.M.Obs. † (24 marzo 1832 - 24 marzo 1846 dimesso)
  - Sede vacante (1846-1854)
  - Andrea Karačić, O.F.M.Obs. † (1851 ? - 1853 ?) (provicario)
- Marian Šunić, O.F.M.Obs. † (3 ottobre 1854 - 28 settembre 1860 deceduto)
- Sebastiano Franković, O.F.M.Obs. † (24 marzo 1861 - 30 ottobre 1864 deceduto)
- Paškal Vujičić, O.F.M. † (6 agosto 1866 - 1881 dimesso)
- Josip Stadler † (18 novembre 1881 - 11 dicembre 1918 deceduto)
  - Sede vacante (1918-1922)
- Ivan Šarić † (2 maggio 1922 - 16 luglio 1960 deceduto)
- Marko Alaupović † (7 settembre 1960 - 13 gennaio 1970 ritirato[2])
- Smiljan Franjo Čekada † (13 gennaio 1970 succeduto - 18 gennaio 1976 deceduto)
- Marko Jozinović † (27 giugno 1977 - 19 aprile 1990 dimesso)
- Vinko Puljić (19 novembre 1990 - 29 gennaio 2022 ritirato)
- Tomo Vukšić, succeduto il 29 gennaio 2022

## Statistiche
L'arcidiocesi nel 2023 su una popolazione di 1.651.000 persone contava 123.280 battezzati, corrispondenti al 7,5% del totale.
| anno | popolazione | popolazione | popolazione | presbiteri | presbiteri | presbiteri | presbiteri                | diaconi | religiosi | religiosi | parrocchie |
| anno | battezzati  | totale      | %           | numero     | secolari   | regolari   | battezzati per presbitero | diaconi | uomini    | donne     | parrocchie |
| ---- | ----------- | ----------- | ----------- | ---------- | ---------- | ---------- | ------------------------- | ------- | --------- | --------- | ---------- |
| 1950 | 352.000     | 1.225.000   | 28,7        | 272        | 113        | 159        | 1.294                     |         | 228       | 605       | 108        |
| 1969 | 431.000     | 1.940.000   | 22,2        | 241        | 81         | 160        | 1.788                     |         | 169       | 273       | 108        |
| 1980 | 456.462     | 2.249.266   | 20,3        | 313        | 125        | 188        | 1.458                     |         | 266       | 371       | 128        |
| 1990 | 527.610     | 2.579.436   | 20,5        | 318        | 135        | 183        | 1.659                     |         | 252       | 221       | 138        |
| 1999 | 209.506     | 1.750.000   | 12,0        | 302        | 120        | 182        | 693                       |         | 244       | 224       | 147        |
| 2000 | 201.567     | 1.800.000   | 11,2        | 312        | 124        | 188        | 646                       |         | 251       | 237       | 147        |
| 2001 | 210.140     | 1.800.000   | 11,7        | 315        | 132        | 183        | 667                       |         | 251       | 247       | 147        |
| 2002 | 215.025     | 1.900.000   | 11,3        | 328        | 138        | 190        | 655                       |         | 247       | 248       | 147        |
| 2003 | 217.921     | 1.900.000   | 11,5        | 325        | 140        | 185        | 670                       |         | 241       | 243       | 147        |
| 2004 | 215.482     | 1.950.000   | 11,1        | 324        | 140        | 184        | 665                       |         | 240       | 249       | 148        |
| 2010 | 198.012     | 1.960.000   | 10,1        | 346        | 165        | 181        | 572                       |         | 236       | 256       | 151        |
| 2014 | 192.467     | 1.900.000   | 10,1        | 332        | 152        | 180        | 579                       |         | 220       | 250       | 155        |
| 2017 | 162.711     | 2.000.000   | 8,1         | 337        | 151        | 186        | 482                       | 1       | 226       | 230       | 155        |
| 2020 | 137.991     | 1.797.991   | 7,7         | 319        | 150        | 169        | 432                       | 1       | 214       | 213       | 155        |
| 2022 | 127.502     | 1.670.502   | 7,6         | 310        | 141        | 169        | 411                       | 1       | 205       | 212       | 155        |
| 2023 | 123.280     | 1.651.000   | 7,5         | 314        | 144        | 170        | 392                       |         | 201       | 210       | 155        |